# NK Rijeka Vitez
NK Rijeka  je hrvatski nogometni klub iz viteške mjesne zajednice Rijeka, BiH.

## Povijest
Klub je osnovan 1957. godine. Najveći uspjeh kluba ostvaren je u sezoni 2012./13. plasmanom među šesnaest klubova u nogometnom kupu BiH nakon pobjede nad prvoligašem RS Drinom HE iz Višegrada (2:1). Do sezone 2014./15. natjecali su se u 1. županijskoj ligi ŽSB. 
Imaju aktivan omladinski pogon. 

## Nastupi u Kupu BiH
2012./13.
- šesnaestina finala: NK Rijeka Vitez – FK Drina HE Višegrad (II) 2:1
- osmina finala: NK Čelik Zenica (I) – NK Rijeka Vitez 2:0, 1:0

2013./14.
- šesnaestina finala: FK Velež Mostar (I) – HNK Rijeka Vitez 8:0

## Poznati igrači
Od poznatijih igrača za NK Rijeku su nastupali Anto Radeljić (Zrinjski, Šibenik), Borislav Grbavac (Hrvatski dragovoljac, NK Vitez) i Dario Pranjković (Marsonija, Travnik, NK Vitez).

## Vanjske poveznice
- UEFA
- Worldoffootball
- Weltfussball
- Transfermarkt
- Soccerway